# Robert Tonks
Robert Tonks (* 31. Januar 1955 in Rogiet, Monmouthshire, Süd-Wales) ist ein deutsch-britischer Politikwissenschaftler und Autor. Er arbeitet zu Fragen der europäischen Integration mit Schwerpunkt Großbritannien/Deutschland. Darüber hinaus beschäftigt er sich humorvoll mit der Verwendung von Englisch in der deutschen Sprache (Denglisch).

## Leben
Geboren wurde Robert Tonks als Sohn einer Lehrerin und eines öffentlich Bediensteten. Er qualifizierte sich in der U-16-Auswahl für die walisische Fußballnationalmannschaft, entschied sich jedoch auf den Rat seiner Mutter für ein Studium und somit gegen eine Karriere als Profisportler. Tonks studierte 1975–1976 Germanistik in Portsmouth, England. Nach dem Grundstudium wechselte er zur Gesamthochschule Duisburg, wo er 1978–1985 das Studium der Sozialwissenschaften, Schwerpunkt Politische Wissenschaft, mit dem Diplom II absolvierte. Studienbegleitend unterrichtete er Wirtschaftsenglisch, britische Landeskunde und international vergleichende Politik, übersetzte und dolmetschte (En-De; De-En) für Industriekonzerne, öffentliche Institutionen, Behörden und Verbände in Nordrhein-Westfalen. Nach der Wiedervereinigung Deutschlands war er von 1991 bis 1993 Fachbereichsleiter Wirtschaftsenglisch / Interkulturelle Studien mit Schwerpunkt Europa an der Fortbildungsakademie der Wirtschaft (FAW) in Dresden, Berlin, Leipzig, Jena und Chemnitz, wo er Prüfungszentren für Wirtschaftsenglisch in Zusammenarbeit mit der Londoner Industrie und Handelskammer (LCCI) etablierte. Nach seiner Rückkehr nach Duisburg 1994 arbeitete er in leitender Position als Wissenschaftlicher Mitarbeiter / Referent im Wahlamt / Stabsstelle für Statistik, Stadtforschung und Europaangelegenheiten der Stadt Duisburg. Dort vertrat Tonks die Stadt Duisburg in zahlreichen internationalen Projekten.
Robert Tonks ist mit der Sprachwissenschaftlerin und Mitarbeiterin des Duisburger Instituts für Sprach- und Sozialforschung (DISS) Iris Tonks verheiratet. Seit 2020 ist er im Ruhestand und als Autor, Podcaster und Moderator tätig.

## Mitgliedschaften und ehrenamtliche Tätigkeiten
- seit 1994 leitender Mitarbeiter des Network on Urban Research in the European Union (N.U.R.E.C.)[2] sowie des N.U.R.E.C.-Instituts e. V.[3]
- seit 2006 Erster Vorsitzender der Deutsch-Britischen Gesellschaft Duisburg e. V.[4]
- seit 2008 Vorstandsmitglied der Europa Union Duisburg / Niederrhein[5]
- seit 2017 Träger der Ehrenmedaille und Ambassadeur der Euregio Rhein-Waal[6]

## Auswahlbibliographie
- hrsg: Atlas of Agglomerations in the European Union Vol 1-3. N.U.R.E.C. Duisburg/Paris 1994, ISBN 3-89279-052-3.
- hrsg: City Limits – Applications of the Atlas of Agglomerations in the European Union. N.U.R.E.C. Duisburg, 1998, ISBN 3-89279-072-8.
- hrsg: European Business Locations. N.U.R.E.C. Duisburg / Rheinisch-Westfälisches Institut (RWI) Essen, 2006, ISBN 3-89279-115-5.
- It is not all English what shines – English makes German Werbung funny! Winterwork, Borsdorf 2011, ISBN 978-3-943048-63-6.
- Denglisch in Pool Position – English makes German Werbung funny! 2, Winterwork, Borsdorf 2012, ISBN 978-3-86468-325-1.
- The Denglisch Doosh Reader 4 Bad and Worse – English makes German Werbung funny! 3, Winterwork, Borsdorf 2013, ISBN 978-3-86468-603-0.
- The Denglisch Master Teil 1/Part 1, Winterwork, Borsdorf 2017, ISBN 978-3-96014-379-6.
- „Fack Ju Korona“ Fack! Fack! Fack! Tipps 4 User, Ruhrgepixel Media, Duisburg 2020, ISBN 978-3-00-067504-1.
- BREXITANNIA – Großbritanniens Weg aus der EU, Great Britains Exit from the EU, gemeinsam mit Zakaria Rahmani, Unrast Verlag/Edition DISS Bd. 49, Münster 2022, ISBN 978-3-89771-778-7.

## Podcast
Brexitannia – Großbritanniens Weg aus der EU 1-4 (gemeinsam mit Zakaria Rahmani), Westdeutscher Rundfunk 2020 (WDR 5: Tiefenblick)